# 그대를 사랑합니다 (만화)
그대를 사랑합니다는 만화가 강풀의 2007년 작품이다. 다음 만화속 세상에서 연재되었고, 후에 영화로도 제작되었다. 